# Kutoarjo (Kutoarjo)
Kutoarjo is een bestuurslaag in het regentschap Purworejo van de provincie Midden-Java, Indonesië. Kutoarjo telt 12.111 inwoners (volkstelling 2010).